# Radka Denemarková
Radka Denemarková   (Kutná Hora, 14 de març de 1968) és una escriptora txeca. Denemarková es va graduar en alemany i txec a la Universitat Carolina de Praga. Va treballar a l'Institut de Promoció de la Literatura Txeca i a l'Acadèmia de Ciències de la República Txeca. També va escriure guions per al Teatre Na zábradlí. El 2008 va publicar la novel·la Smrt nebudeš se báti (No s'ha de témer la mort), en què barreja biografia, memòria i ficció. El 2009 va rebre el premi Magnesia Litera i el 2011 el Premi Usedom.

## Publicacions
- Sám sobě nepřítelem (1998), monografia sobre Evald Schorm
- A já pořád kdo to tluče, novel·la (2005)
- Peníze od Hitlera, novel·la (2006)
- Smrt, nebudeš se báti aneb Příběh Petra Lébla (2008)[1]